# Michael W. Vannier
Michael W. Vannier (* 12. Januar 1949 in Hamilton, Kalifornien) ist ein US-amerikanischer Radiologe in Chicago.
Am 19. Juli 1983 veröffentlichte Michael Vannier (damals Mallinckrodt Institute of Radiology, St. Louis) mit seinen Kollegen J. Marsh (Cleft Palate and Craniofacial Deformities Institute, St. Louis Children’s Hospital) und J. Warren (McDonnell Aircraft Company) die erste dreidimensionale Rekonstruktion einzelner zweidimensionaler CT-Schichten eines menschlichen Kopfes. Dies war ein Meilenstein für die weitere Entwicklung in der radiologischen Bildgebung und Operationsplanung in der Mund-, Kiefer- und Gesichtschirurgie, Neurochirurgie und Hals-Nasen-Ohren-Heilkunde.